# 紫格锥折螺
紫格锥折螺（学名：Subulophora subfenestra）是左锥螺科的一种，舊屬格粒螺属，今屬Subulophora屬，是一種迷你貝。

## 分佈
本物種分佈於西北太平洋至中太平洋，從琉球的奄美群島、台灣綠島至夏威夷。分佈可達水深60公尺。